# Procileoporus
Procileoporus – wymarły rodzaj chrząszczy z rodziny kusakowatych. Obejmuje tylko jeden opisany gatunek, Procileoporus burmiticus. Żył w kredzie na terenie współczesnej Mjanmy.

## Taksonomia
Rodzaj i gatunek typowy opisane zostały po raz pierwszy w 2016 roku przez Shuheia Yamamoto na łamach „Cretaceous Research”. Opisu dokonano na podstawie inkluzji w bursztynie birmańskim, odnalezionej w dolinie Hukawng, w okolicy Noije Bum w gminie Tanai i dystrykcie Myitkyina na terenie birmańskiego stanu Kaczin. Skamieniałość datowana jest na wczesny cenoman. Nazwa rodzajowa to połączenie przedrostka „para-” i nazwy Odontomma, natomiast epitet gatunkowy oznacza po łacinie „burmitowy”.

## Morfologia
Chrząszcz o wydłużonym, zwężonym ku tyłowi, czarniawobrązowym do czarnego ciele długości 4,2 mm, z wierzchu niemal całkiem łysym, silnie połyskującym. Lekko poprzeczna, sześciokątna w zarysie głowa miała głaszczki szczękowe o członie czwartym znacznie dłuższym od trzeciego oraz dość nitkowate czułki zbudowane z jedenastu członów. Znacznie większe od głowy, poprzeczne, silnie wysklepione, u podstawy najszersze przedplecze miało ściętą krawędź przednią, łukowate krawędzie boczne, zaznaczone kąty tylne i lekko dwufalistą krawędź tylną. Hypomery były silnie odgięte, pionowe, niewidoczne z boku. Tarczka miała kształt prawie trójkątny. Dość krótkie i płaskie, pozbawione punktowania pokrywy miały szeroko zaokrąglone barki, lekko zaokrąglony brzeg tylny i jednolitą mikrorzeźbę w postaci poprzecznych, falistych kresek. Skrzydła tylnej pary były w pełni wykształcone. Odnóża były smukłe, o krótszych od goleni, pięcioczłonowych stopach. Szczupły, silnie się ku tyłowi zwężający odwłok miał tergity pozbawione plamek z omszenia, sternity od trzeciego do siódmego z parą długich szczecinek, tylny brzeg siódmego sternitu ścięty, tergit ósmy wydłużony i o zaokrąglonej krawędzi tylnej, a tergit dziewiąty wąsko-podługowaty i podzielony niemal od nasady na dość mocno rozbieżne połówki.